# Die Deutsche Wochenschau

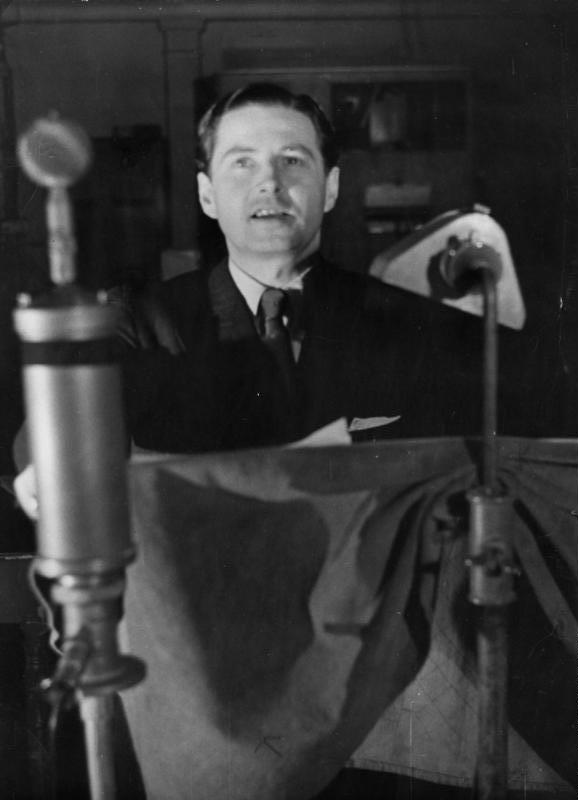
Harry Giese spreekt Die Deutsche Wochenschau in.

Die Deutsche Wochenschau waren wekelijkse bioscoopjournaals uit Nazi-Duitsland, die van juni 1940 tot maart 1945 vertoond werden in de Duitse bioscopen. De bioscoopjournaals werden gebruikt voor het verspreiden van nationaalsocialistische propaganda tijdens de Tweede Wereldoorlog.

## Geschiedenis
Al voordat Die Deutsche Wochenschau bestond, werden in Duitse bioscopen al bioscoopjournaals vertoond. De bioscoopjournaals waren toen stomme documentaires, die regelmatig in Duitse bioscopen verschenen. Een van de bekendste bioscoopjournaals was Messter Woche van Oskar Messter, die tijdens de Eerste Wereldoorlog vertoond werd. Na de opkomst van geluidsfilms begin jaren 30, maakte meerdere filmbedrijven bioscoopjournaals. Universum Film AG produceerde in die dagen Ufa-Tonwoche en Deulig-Tonwoche. 20th Century Fox produceerde Fox Tönende Wochenschau en het filmbedrijf Bavaria Film maakte Emelka-Tonwoche. Ook het filmbedrijf Tobis Film maakte in de jaren 30 een bioscoopjournaal, Tobis-Wochenschau.

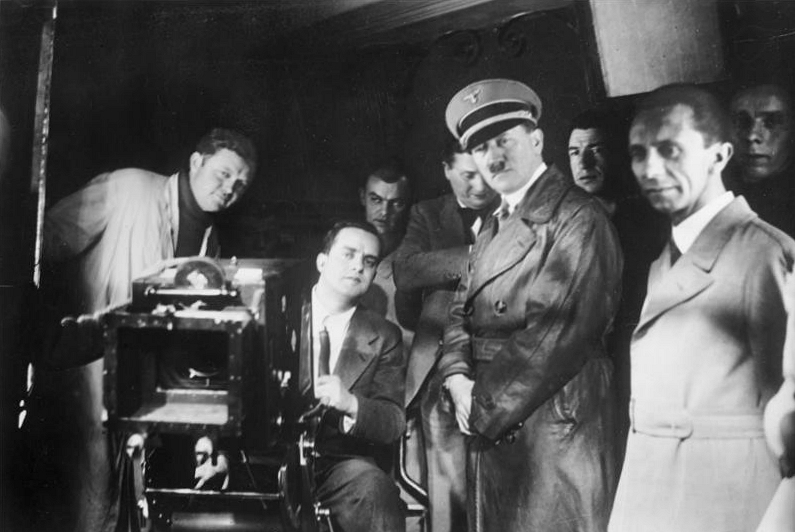
Adolf Hitler en Joseph Goebbels bezoeken een filmstudio van de Universum Film AG.

Na de machtsovername van de nazi's in 1933, vielen de bioscoop journaals in 1935 onder toezicht van het Deutschen Film-Nachrichtenbüros, dat weer onder toezicht stond van het Rijksministerie van Propaganda van Joseph Goebbels. In 1939 werd het Deutschen Film-Nachrichtenbüros vervangen door het Deutschen Wochenschauzentrale van het Rijksministerie voor Propaganda en gingen de filmbedrijven 20th Century Fox, Bavaria Film en Tobis Film op in Universum Film AG. De titels van de verschillende journaals werden wel behouden, maar voortaan werden door alle titels hetzelfde bioscoopjournaal vertoond. In juni 1940 gingen de verschillende titels op tot Die Deutsche Wochenschau, dat het enige bioscoopjournaal in Duitsland werd.
Tijdens de Tweede Wereldoorlog werden er aan de lopende band veel bioscoopjournaals geproduceerd. Vanaf december 1944 werden meerdere edities van het journaal niet vertoond, vanwege het gebrek aan bioscopen. In maart 1945 werden de laatste journaals geproduceerd en vertoond. Op 22 maart 1945 werd de productie volledig stopgezet.

## Inhoud
De intro van Die Deutsche Wochenschau was een openingsscène waarin het wapen van Nazi-Duitsland vertoond werd, met het Horst Wessellied als intromuziek. In 1941, na het begin van de Operatie Barbarossa, werd het stuk Les Préludes van Franz Liszt als intromuziek gebruikt.

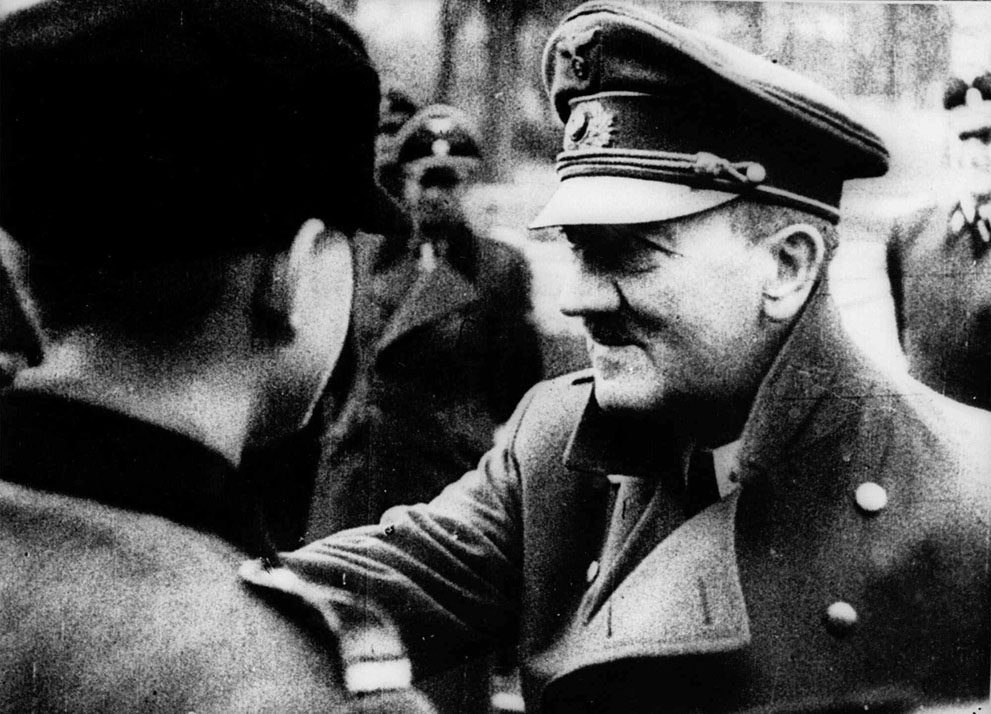
Fragment van Adolf Hitler uit 1945.

In de bioscoopjournaals werden in het begin korte nieuwsberichten vertoond over politiek, het leger, cultuur en sport. Na het uitbreken van de Tweede Wereldoorlog en de Duitse invasie van de Sovjet-Unie, werd in het bioscoopjournaal voornamelijk aandacht besteed aan de oorlog en de gebeurtenissen aan het front.
Een van de bekendste fragmenten van het journaal is de scène waarin Adolf Hitler aan leden van de Hitlerjugend het IJzeren Kruis uitreikt. Eerst dacht men dat de beelden op 20 april 1945, de verjaardag van Hitler, was gemaakt, maar later bleek dat de beelden een maand eerder waren opgenomen.

## Productie

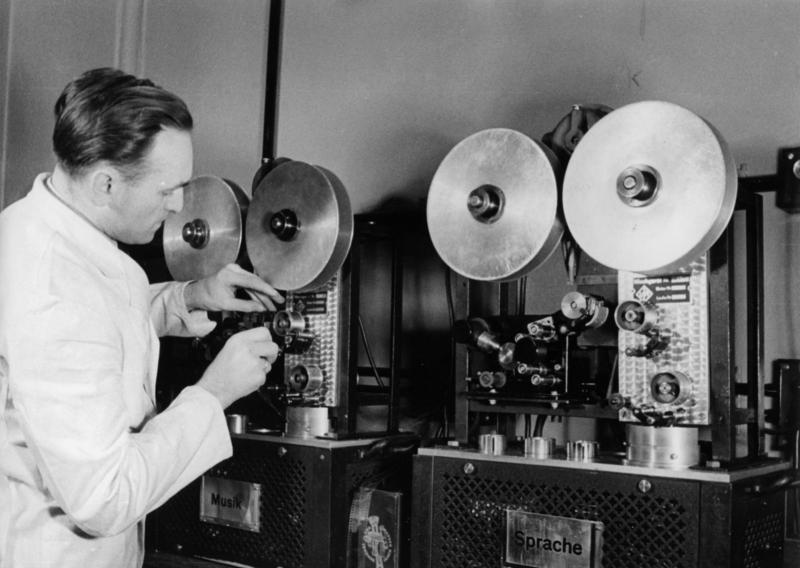
Mengkamer van Die Deutsche Wochenschau in 1941.

Heinrich Roellenbleg was de eerste hoofdredacteur van het journaal. Na een conflict met hem en Goebbels, werd hij opgevolgd door Fritz Dettmann. De bioscoopjournaals werden ingesproken door Harry Giese, die ook de stem was van het Tobis-Wochenschau. Franz R. Friedl was verantwoordelijk voor de muziek van het bioscoopjournaal. De beelden werden gefilmd door de Wehrmachtpropaganda, de propaganda tak van de Wehrmacht. Voor het filmen van het journaal waren verschillende cameramannen in dienst, waaronder Horst Grund en Walter Frentz.
De films werden geproduceerd in het Ufa-hoofdgebouw in Berlijn. Nadat het gebouw in november 1943 ernstig beschadigd raakte tijdens een bombardement, werd de productie verplaatst naar de kelder van een naastgelegen gebouw. Daar werd het journaal tot 1945 geproduceerd.

## Trivia
- Voor de bezette gebieden of neutrale landen werd er een buitenlandse versie van het journaal gemaakt: Ufa's Auslandstonwoche.
- De auteursrechten van de bioscoopjournaals worden beheerd door de overheid beheerde Duitse bedrijf Transit Film GmbH.
- Joseph Goebbels controleerde persoonlijk sommige journaals en liet dan sommige fragmenten en teksten veranderen. Ook Adolf Hitler controleerde tot 1944 sommige bioscoopjournaals.[4]
- In totaal zijn er 755 films van Die Deutsche Wochenschau gemaakt in de periode 1940 - 1945.